# Antalffy-Zsiross Dezső
Antalffy-Zsiross Dezső (Nagybecskerek, 1885. július 24. – Denville, New Jersey, 1945. április 29.) magyar orgonaművészként kora legjelentősebb előadói közé tartozott, zeneszerzőként is jelentős. A budapesti Zeneakadémia orgonatanára, a Rochesteri Egyetem zenei fakultásának, az Eastman School of Musicnak professzora, a Radio City Music Hall, a New York-i Filharmonikusok orgonistája volt. Zenekari, kamara-, kórus-, zongora- és orgonaműveket alkotott, amelyek a Schirmer, Ricordi, Leduc, Salabert, Steingräber, Breitkopf, Universal kiadóknál jelentek meg.

## Életpályája

### Gyermekévek
Délvidéki muzikális családban született. Zenei tehetsége már négyéves korában megnyilvánult, s gyakran lépett fel otthon a házi szalonzenekarban. Eleinte édesanyja tanította zongorázni, majd az orgonista Ripka Ferenc és Herr Ödön felügyelték zenei előmenetelét, s a gimnázium mellett napi nyolcórás gyakorlással alapozta meg későbbi technikáját.

### Az ifjú zeneakadémista
1902-ben került Budapestre, ahol egyszerre végezte a Magyar Királyi Tudományegyetem jogi karát és a Zeneakadémia orgona- és zeneszerzés szakát. Négy évig volt a nagyhírű Hans Koessler tanítványa, aki Kodályt, Bartókot és Weinert is tanította. Nagy sikerek után, 1906-ban kapta meg kiváló minősítésű diplomáját. Zeneakadémiai évei után az 1906/7-es tanévben a berlini Zeneművészeti Főiskolára ment, ahol a 75 éves magyar származású legendás hírű hegedűművész-zeneszerzőtől, Joachim Józseftől vett zeneszerzés-órákat. Az 1907/8-as évadban a Kölni Operánál volt karmester, majd 1909-ig Lipcsében és Bolognában tanult orgonát.

### Külföldi tanulmányútjai
Lipcsében a modernizmus egyik előfutáránál, az orgonista Max Regernél tanult zeneszerzést, s a híres Tamás-templomban a virtuóz Karl Straubénál orgonajátékot. Az akkoriban orgonista fellegvárnak számító Lipcse hatása szinte az egész Antalffy-életművön kimutatható. Max Reger szintézise, amivel a bachi hagyományokat ötvözte a legújabb liszti és brahmsi törekvésekkel, ugyanúgy jelen lesz az ő gondolkodásában is, amikor tradicionális témáit, dallamait Debussy-ihletésű impresszionista harmóniákkal fűszerezi. Úgy tűnik, az élénk szellemű, minden újra fogékony komponista ekkor találta meg sajátos zenei nyelvét. Hasonló hatással volt rá Bolognában Marco Enrico Bossi is, akinél interpretációt és metodikát tanult. Bossi hatalmas, mintegy 150 tételből álló életművének gerince szintén orgonára készült, de míg Reger liturgikus műfajokban gondolkodott (korál-feldolgozások, fúgák stb.), Bossi szinte kizárólag koncertdarabokat írt, s később Antalffy is ehhez az irányzathoz csatlakozott. Valószínűleg az ő hatására írta meg 1911-ben kétkötetes Orgonaiskoláját, a mindmáig a legrészletesebb, legátfogóbb hazai tankönyvet, amely a növendékek zenei fejlődését legalább annyira szem előtt tartotta, mint technikai képzését.

### A Zeneakadémia tanára

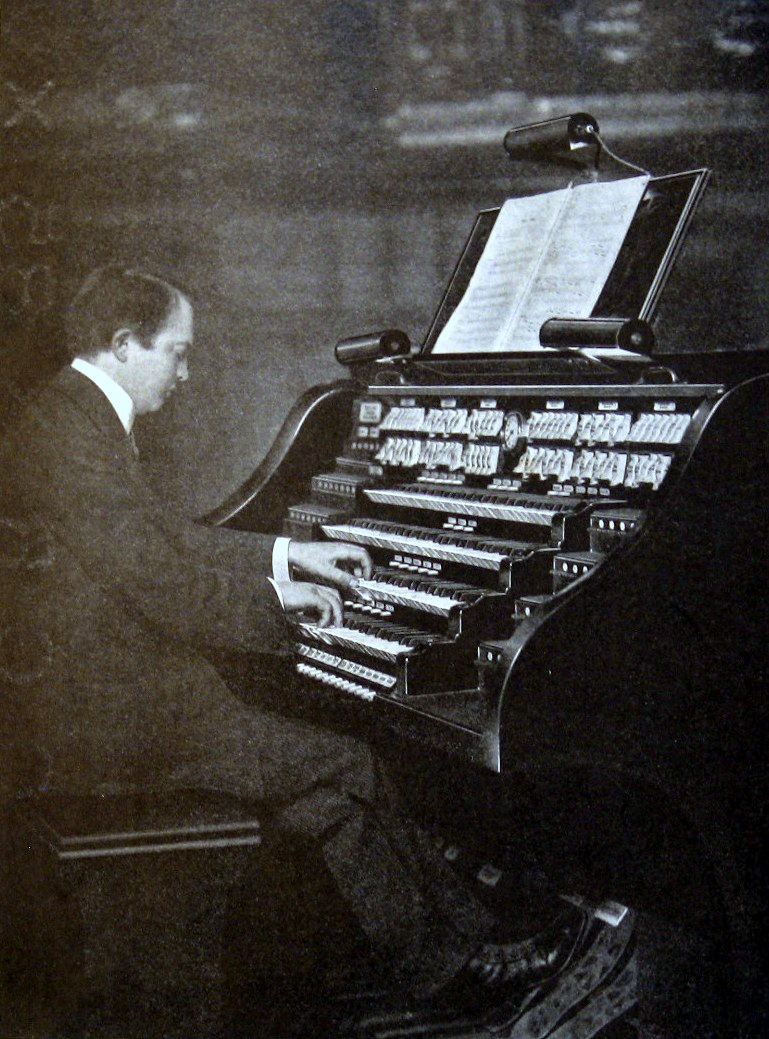
Antalffy-Zsiross Dezső a Zeneakadémia Voit & Söhne (Durlach) cég gyártotta Voit-orgonájánál 1907-ben

1909-es hazatérésével nagyszerű, 1920-ig tartó budapesti évtized vette kezdetét. Néhány kései darabtól eltekintve lényegében ekkor írta meg orgonaműveinek döntő többségét. Egykori tanára nyugalomba vonulása után, 1909-től rendkívüli, 1912-től rendes tanár a Zeneakadémián, ahol orgonát, majd 1919-től zeneszerzést is tanított. Első önálló budapesti hangversenyét 1911 januárjában tartotta, óriási sikerrel, amelyet nemcsak az államtitkár tisztelt meg jelenlétével, de a zenésztársak is, akik egy babérkoszorúval tüntették ki a fiatal virtuózt. A koncerten – ahogy széles érdeklődésének megfelelően később is – a kora barokk Frescobalditól a kortárs szerzőkön át saját darabjáig a teljes irodalomból játszott.
1911 márciusában feleségül vette Árkay Dalmát, 1912 januárjában megszületett egyetlen gyermeke, Antalffy-Zsiross Judit, aki 2011-ben 99 éves korában hunyt el Budapesten. Az első világháború kitörésekor behívták katonának, s Nagyváradon töltött két évet, de 1916-tól ismét dolgozott: jótékony célú rendezvényeken lépett fel Budapesten, Erdélyben és szerte az országban, majd 1917-ben elnyerte a Szent István-bazilika főorgonista-állását, s így keze alá került az ország talán legnagyobb hangszere, az 1905-ben épült Angster-orgona.

### Úton az Új Világ felé, amerikai sikerei
Antalffy élete 1921-től gyökeres fordulatot vett. Feltehetően mindent elért, amit Magyarországon orgonista akkoriban elérhetett, életének második fele így a nagyvilág fokozatos meghódításával telt. 1921. január 4-én érkezett meg New Yorkba, s 21-én már debütált zongorakísérőként, az akkor 20 éves magyar hegedűfenomén Kerékjártó Ducival. A következő hónapokban bejárták „fél Amerikát”, ahogy maga Antalffy írta egy levelében. Áprilisban már jelentkezett is az egyik legnagyobb kiadó (Schirmer), hogy megjelenteti 6 művét.
Nyáron a híres impresszárió, Samuel „Roxy” Rothafel meghívására a két éve megnyílt Capitol Theater orgonistája lett, s itt adta a következő év áprilisában azt a koncertjét, melynek hatására az újságok az „orgona Dohnányija”-ként emlegették. A 4000 ülőhelyes Capitol Theater az első mozgóképszínházak, vagy inkább mozi-paloták egyike volt, itt mutatták be rendszeresen a Metro-Goldwyn-Mayer produkciókat.
1922 szeptemberében a New York állambeli Rochesteri Egyetem zenei fakultásának, az előző évben alapított Eastman School of Musicnak lett az orgonatanára, s az intézményhez tartozó több mint 3000 személyes Eastman Theater orgonistája. Az iskola 1905-ben alapított zenei könyvtára, az akkor is és ma is Észak-Amerika legnagyobb akadémiai kutató könyvtáraként jegyzett Eastman Music Library bizonyára egy olyan világot nyitott ki a minden új iránt fogékony muzsikus számára, amely az itthoni körülmények között elképzelhetetlen lett volna.
1924 februárjában egy nagyszabású előadássorozat zenei vezetői állására hívták meg. Kurt Vollmöller: The Miracle (A csoda) című, Németországban 1911-ben Max Reinhardt rendezésében bemutatott színdarabja után Morris Gest amerikai producer meghívta New Yorkba, s a három felvonásból álló produkció orgonistája, a kórus és a zenekar vezetője Antalffy lett. A négy hónapig tartó kimerítő előadássorozatot nyáron pihente ki az imádott Kaliforniában, majd hazautazott Budapestre, s szeptemberben 3,5 év után ismét elfoglalta zeneakadémiai tanári állását.

### Egy rövid időre, újra Budapesten
Itthon azonban sokkal nehezebb körülmények várták. A Zeneakadémia orgonája átépítés miatt átmenetileg használhatatlanná vált, s állástalan helyzetében kénytelen volt elfogadni a Miracle-produkció decemberi meghívását egy amerikai turnéra. 1925 szeptemberében visszatért a Zeneakadémia falai közé, egy éven keresztül tanított és koncertezett, majd a Miracle-produkció újabb felkérésére ismét csatlakozott a társulathoz, s 1927 első két hónapjában Los Angelesben részt vett a 32 estéből álló előadássorozaton. Morris Gest producer egyúttal felkérte Hugo von Hofmannsthal Jedermann (Akárki) című színműve kísérőzenéjének megkomponálására. Amerikai tartózkodása ezúttal azonban jelentősen meghosszabbodott, amikor tavasszal meghívást kapott a New York-i székhelyű Union Theological Seminary részéről. (Ekkor szűnt meg zeneakadémiai állása.) Mivel Antalffy 1927 tavaszától 1929-ig volt az intézet alkalmazásában, feltehetően részt vett az 1928-as alapítású Egyházi Zeneiskola alapításában (Sacred Music School), majd egy éven keresztül zeneszerzést, ellenpontot, kottaolvasást, transzponálást és hangszerelést tanított a kezdő évfolyamnak.

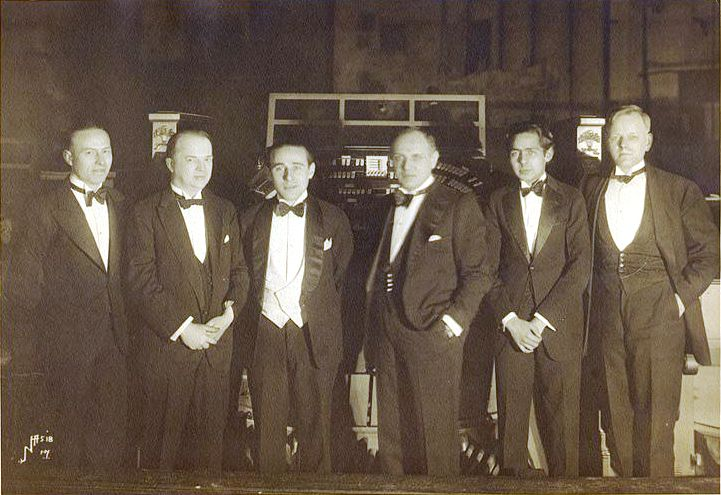
Samuel Roxy Rothafel orgonista stábjával a Kimball orgona előtt 1927. március 11-én, a Roxy Theatre megnyitásakor New Yorkban (balról jobbra: C. A. J. Parmentier, Antalffy Dezső, Lew White, "Roxy" Rothafel, Emil Velazco and Franck White)

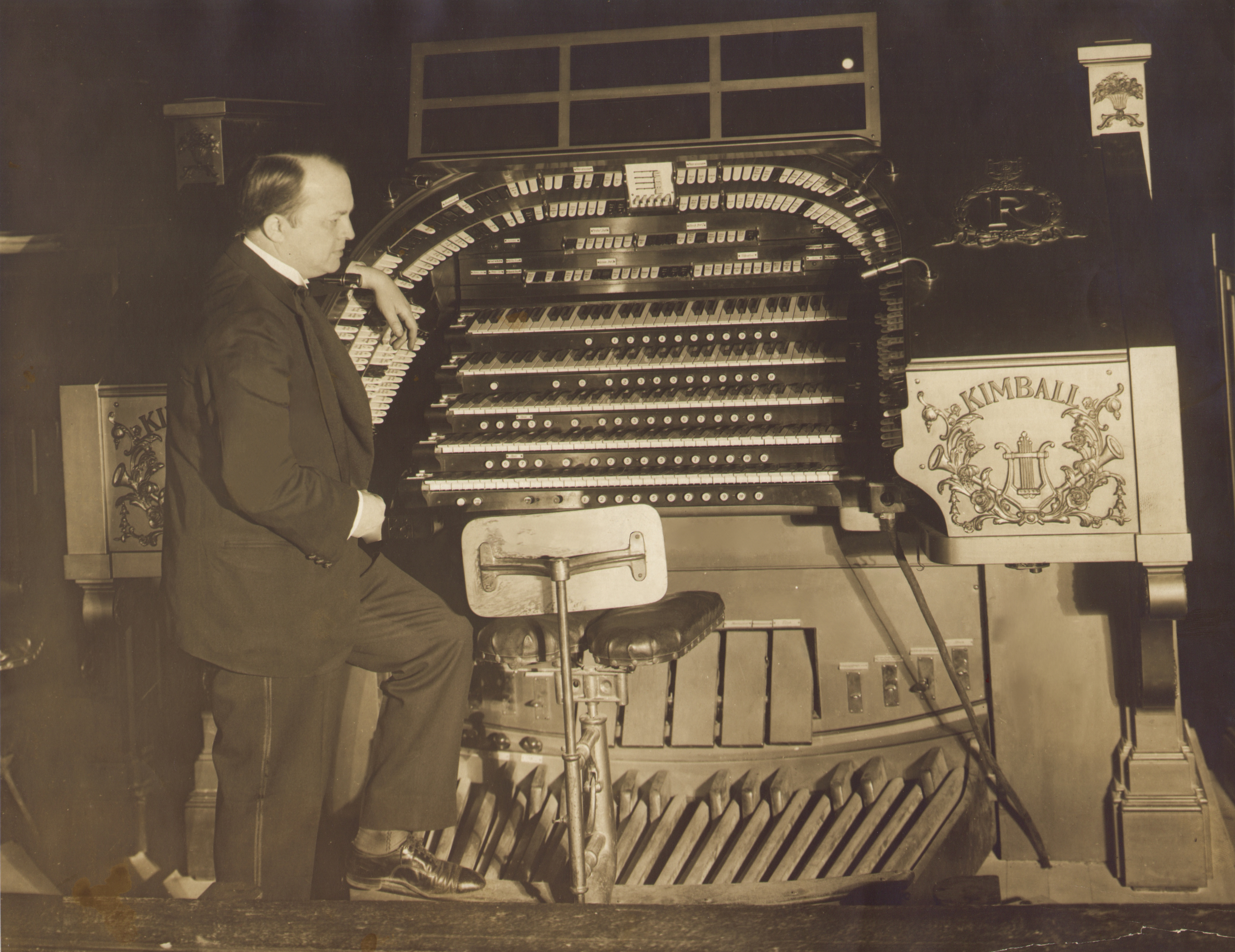
Antalffy Dezső a Roxy Theatre orgonájánál New Yorkban

1927-ben Samuel Roxy Rothafel impresszárió felkérésére Antalffy csatlakozott az új New York-i Roxy Theatre orgonistáihoz, abban az időben a Roxy volt az ország egyik legrangosabb filmpalotája. 1929 elején ismét megkereste a Miracle-társulat. Morris Gest ezúttal egy új produkcióhoz, a Freiburg Passion Playhez (Freiburgi passiójáték) keresett zeneszerző-karmestert, s rendezőnek apósát, azt David Belascót kérte fel, aki színpadra dolgozta át John Luther Long Madame Butterfly (Pillangókisasszony) című novelláját. A Freiburgi passiójáték 1929. április-június között szerepelt az akkori világ legnagyobb színháza, az 5300 fős befogadóképességű Hippodrome Theater műsorán.
Az 1929-33-as nagy gazdasági világválság is feltehetően közrejátszott abban, hogy Antalffy a következő tavasszal elhagyta Amerikát, s európai hangversenykörútra indult. Ekkor járt Párizsban, ahol a filmipar is felfigyelt tehetségére: ő írta a Le Miracle des Loups (A farkasok csodája) című film kísérőzenéjét, amelyet az akkoriban az egész európai filmgyártást másodmagával uraló Gaumont filmstúdió rendelt meg tőle.
1930-ban hazalátogatott Magyarországra, koncerteket adott Budapesten és vidéken egyaránt, elsők között szólaltatta meg az éppen elkészült szegedi Fogadalmi templomban azt az új Angster-orgonát, amely öt manuálos, 136 regiszteres terjedelmével a korabeli Európa második legnagyobb hangszere volt.
1931 végén, a válság egyik enyhébb szakaszában visszatért Amerikába (akarata ellenére alakult úgy, hogy soha nem jött már haza ezután), ahol a régi ismerős és munkaadó Samuel „Roxy” Rothafel új, és egyben utolsó vállalkozásának főszerepe várta: a Radio City Music Hall 1932. december 27-i megnyitására szánt ünnepi oratórium megírása. A Radio City Music Hall a modern világ legnagyobb magánépítkezési vállalkozásának, az 1930–39 között épült, 14 felhőkarcoló irodaházból álló, a legmodernebb art déco stílusban kivitelezett Rockefeller Centernek egyik óriásépülete, amelyet az egész világ leghatalmasabb és legfényűzőbb színházának terveztek. A Voices of Millions (Milliók hangja) című Antalffy-oratórium szövegét és előadói apparátusát az emberi egyenjogúság eszméje hatotta át, amennyiben kórusát fehér és fekete énekesek alkották, a mű szövegét pedig a világvallások szent szövegeinek figyelembevételével állították össze. A darab a nyitóünnepségen óriási sikert aratott, s ez volt a szomszédságában működő és ma is sugárzó Radio City első világméretű rádióközvetítése. Minden bizonnyal ennek a sikernek köszönhette Antalffy, hogy 1932-től 10 éven keresztül a 6000 fős óriásszínház zeneszerző-orgonistájaként dolgozhatott.

### Indián operája
A sikersorozatnak azonban még mindig nem volt vége. Most érkezhetett el alkotóerejének csúcsára (egyébként kortársaival, Kodállyal, Bartókkal, Sztravinszkijjal párhuzamosan), s belekezdett legnagyobb zeneszerzői vállalkozásába, egy indián opera megírásába. Az Onteora’s Bride (Onteora menyasszonya) című opera, amelyet egy akkoriban ismert indián történetre írt, 1934-ben munkahelyén, a Radio City Music Hall színháztermében került színre, s a fogadtatást jelzi, hogy a következő két hétben naponta 4-5 előadást tartva összesen 58-szor láthatta-hallhatta a New York-i közönség. A mű minden bizonnyal elnyerte az indiánok tetszését is, ugyanis tekintélyes szervezetük, az „Indian Associations of America” tiszteletbeli törzsfőnökké választotta a zeneszerzőt.
1936-ban a világ egyik legjobb együttese, a New York-i Filharmonikusok számára elkészítette Vivaldi-Bach: d-moll concertójának zenekari átiratát, aminek következtében a John Barbirolli vezetése alatt álló zenekar 1938-ban tagjává választotta az orgonavirtuózt. A darab bemutatójára a Carnegie Hallban 1940-ben került sor, s Antalffynak ez volt az utolsó zeneszerzői sikere.
1942-ben súlyos szívbetegsége következtében állandó kórházi kezelésre szorult, amiből már nem épült fel, s nem is tudott felesége után Budapestre hazatérni, bár mindvégig foglalkoztatta annak gondolata 
ismét azon tanakodunk, hogy lehetne elhelyezkednünk Budapesten, ez a remény állandóan izgat
. Az anyagi gondok, az utazási nehézségek, a betegség és vízumproblémák nem tették lehetővé számára a hazatérést, s 60 évesen, a New York melletti Denville-ben, 1945. április 29-én, családjától távol, egy ápolóotthonban hunyt el.

## Művei

### Válogatás

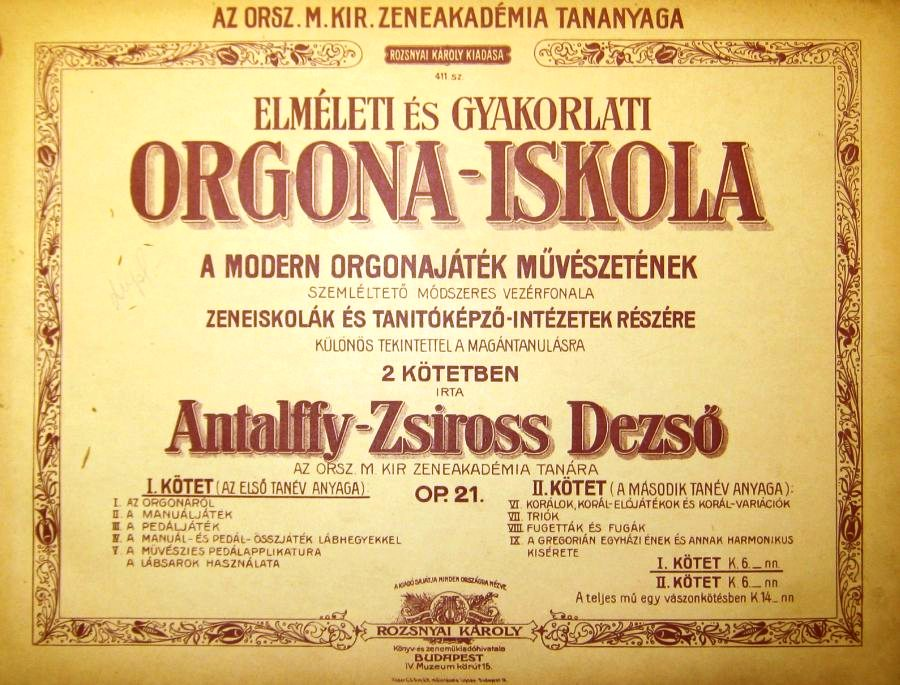
Elméleti és gyakorlati orgona-iskola

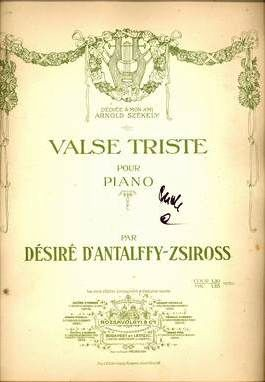
Valse triste

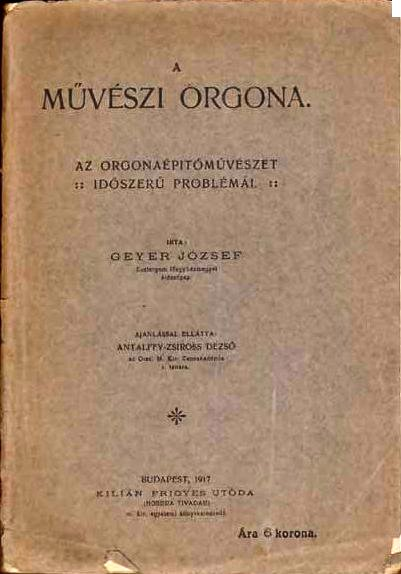
A művészi orgona

- Zenekari művek (Szvit, Magyar nyitány), zongora- és orgonaművek, vígopera (Farsangi kaland, 1921), dalok
- Instruktív művek: Elméleti és gyakorlati orgonaiskola (Budapest–Lipcse, 1910)
- A transzponálás módszere (Budapest, 1913)
- Az énekkari partitúra-olvasás kézikönyve (Budapest, 1913)

### Orgonaművek
- Három könnyű korálelőjáték Op. 22 (Jesu meine…, Meinen Jesum… Herzliebster Jesu)
- Trois Chants op. 10 No. 1-3 (Ünnepi ének, Hattyúdal, Szerenád)
- Korálfantázia és Fúga „Herzlich tut mich verlangen” dallamára
- Legende
- Zwei Fugen in a-moll und F-dur
- Intermezzo g-moll
- Virágének
- Négy orgonamű: Felhők vándorlása, Madrigal, Játékos Faunok, Karácsonyi harangok
- Festa Bucolica (Toccata)
- Madonna – (Egy üvegfestmény)
- Vázlatok néger spirituálékra
- Magány
- Prière pour les enfants
- Prière pour les morts
- Scène pastorale
- Gyászének
- Esti dal
- Éji dal
- A halottak szigete
- Szerenád a Magyar Szvitből
- Improvisations for the „Miracle des Loups”
- Reveille de Printemps (elveszett)

### Zongoraművek
- Bagatellen – Apróságok zongorára
- Polonaise caracteristique
- Tarantella
- Am Meer: Drei Stimmungsbilder für Pianoforte
- Carneval-Szenen: 4 Humoreske Rhapsodie
- Olvasmányok (Rococo, Marche Grotesque, Valse Sentimentale)
- Drei lyrische Stücke
- Valse triste
- Valse intime
- Valse (scéne de ballett)
- Trois Pièces
- Weihnachtslied
- Serenade from the Hungarian Suite for Piano
- Biedermeier (Alt-Wien)
- Rococo
- Zongoradarabok (Morning-shower for the fingers, Pour une dame hongroise, Deux gamins au soir)
- Elfentanz
- Ballade
- Serenade
- Mors equitus (preludes sentiments)
- Prelude (Sír a kis galambom…)
- D.A. to E.B. – Andante appassionato (E. Bossinak ajánlva)
- Magyar nyitány (négy kézre)
- Magyar Suite (négy kézre)

### Kamarazene
- Magyar ábránd (tárogató és zongora vagy cimbalom)
- Czimbalom (tárogató együttes)
- Magyar kesergő és falusi táncok (klarinét, trombita, hegedű cimbalom/zongora)
- Piano Quintett (Vonósokra és zongorára)
- Serenade from the Hungarian Suite for String Quartett
- A kemény dió (szimfonikus költemény 2 hegedűre, violára és csellóra)
- Dixie variációk (12 zongorára)

### Kamarazene hegedűre és zongorára
- Romanze
- Liebeslied
- Berceuse melancholique
- Mosquitos Concert Caprice for Violin and Piano
- Duo, Fantasie Stück, Für Violine und Klavier
- Pastorale (hegedű és orgona/zongora)
- Caprice chinoise
- Caprice No.2.
- Mirror-canon (két hegedűre)

### Énekhangra és zongorára
- Petőfi-dalok
- Ady-dalok
- 5 Ungarische Lieder
- Two Hungarian Sketches (Hópelyhek, A kis menyasszony)
- Gebet des Szekler
- Liliencron- és Carmen Sylva-dalok
- Rilke-dalok
- Szállj le holló (Kriza Vadrózsákból)
- „Gyere hezzám vacsorára” (Kriza Vadrózsákból)
- A csodagyermek (Juhász Gyula versére)
- Duna vizén (szláv ballada Arany János szövegére)
- Székely népballadák (Angoli Borbála)
- Burmese love song (Arthur Guiterman)

### Kórusművek
- Gyöngyvirág: Madrigál (8 szólamú vegyeskarra, szoprán és tenor szólóra
- Hungarian Rhapsody (8 szólamú vegyeskarra)
- E-dúr mise
- Sanctus in As-dur (6 szólamú vegyeskarra)
- Agnus Dei (6 szólamú vegyeskarra)
- Csudákkal tündöklő… (négyszólamú vegyeskarra és zongorára)
- Boldogasszony anyánk (négyszólamú vegyeskarra és zongorára)

### Pedagógiai munkák
- Orgonaiskola (I-II. Op. 21)
- A transzponálás módszere
- Az énekkari partitúra-olvasás kézikönyve
- A regisztrálás művészete. Kat. Egyh. Zeneközlöny

### Zenekari és kórusművek
- Voice of Millions (A Christmas Oratorio „for the opening of Rockefeller Radio City Music Hall New York City”)
- Variationen für 12 Klaviere und Orchester
- Weinachtskantate
- Húsvéti Oratórium (vegyeskarra és zenekarra)
- American Festival Prologue (orgonára és zenekarra)
- Simon Judit, Ballade: altszóló és zenekar
- Zwei Ungarische Volkslieder für Tenor Solo und Orchester
- Magyar Suite
- Lyrische Suite (kis zenekarra)
- Magyar nyitány (Katona József Bánk bánjához)
- Divertimento
- H-moll szvit
- Lírai kantáta Farkas Jenő Narancsvirág című költeményére (kis zenekarra, tenorszólóra és női karra)
- Kantáta Walt Whitman Az elhagyott fészek című versére (kis zenekarra, szoprán- és baritonszólóra)
- Serenade from the Hungarian Suite for orchestra
- Sturm (Marsch für Militärkapellen)
- From depths of wae (Korál Bach nyomán vegyeskarra és zenekarra)
- O sacred head (Korál Bach nyomán zenekarra)
- Nativity (A Christmas Vision) szólókra, vegyeskarra, orgonára és zenekarra
- Dedication (Martha Wilchinski versére) szólóénekre és zenekarra
- Introduction and Lamentation (kórusra és zenekarra)
- „Go down death…” melodráma szólistákra és zenekarra néger dallamok alapján

### Színpadi művek
- Onteora’s Bride. Indianer-Oper
- Carneval. Opéra comique egy felvonásban
- Lady in White Balett
- Farsangi kaland
- The Little Matchgirl (A kis gyufaáruslány). Christmas Pantomime
- Angkor vat: (A Night in the Hidde Cities) Ballet-pantomime in 4 scènes
- Páris tündére Operett 3 felvonásban

### Kísérőzene
- Kísérő zene Emőd Tamás Lotharingia című egyfelvonásosához zongorára
- Hugo von Hofmannsthal Jedermannjához
- Alfred Neumann: The Patriot-hoz (G. Miller előadása, New York)
- The Freiburg Passion Players (D. Belasco előadásához, New York)
- Le Miracle des Loups (Filmzene a francia történelmi filmhez, Párizs)

### Zenekari átiratok
- Vivaldi – Bach: d-moll Concerto (nagyzenekarra)
- Bach: E-moll prelúdium és fúga („Wedge”) nagyzenekarra
- Saint-Saëns: Marche Héroique Nyitány (orgona és zenekar)